# Apitherapie

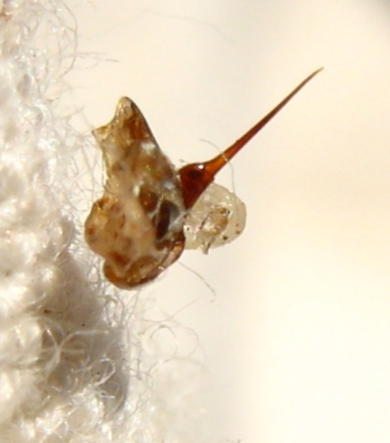
Angel van een zwarte bij

Apitherapie (van apis, Latijn voor 'bij') is een alternatieve geneeswijze waarbij men gebruikmaakt van producten die door bijen geproduceerd worden, zoals honing, bijenwas, mellitine (in bijengif), koninginnengelei, propolis, bijenvolklucht, hele bijen, darrenbroed, bijenbrood en bijenpollen. Deze producten kunnen zowel toegepast worden ter voorkoming van klachten of ter genezing ervan. Bij inwendig gebruik spreekt men van voedingssupplementen, bij uitwendig gebruik van (cosmetische) verzorgingsproducten. Het is belangrijk apitherapie niet te verwarren met het genezen van zieke bijen. Binnen de apitherapie draait het om de behandeling van mens en dier.

## Geschiedenis
Het geneeskrachtig gebruik van bijenproducten is iets wat al heel lang wordt gedaan. De wortels van apitherapie gaan meer dan 6000 jaar terug tot de geneeskunde in het oude Egypte. Het oudste bekende medicinale gebruik van honing stamt al uit 1600 voor Christus. Toentertijd werd honing, zoals de gevonden Ebers-papyrus laat zien, al gebruikt voor de behandeling van onder andere ernstig geïnfecteerde wonden. De Grieken en Romeinen gebruikten eveneens bijenproducten voor medicinale doeleinden. Dit gebruik is ook beschreven door Hippocrates en Aristoteles en Claudius Galenus, die het gebruik van honing en bijengif aanbevalen ter behandeling van kaalheid.
Vooral in Oost-Europa kent de apitherapie een lange traditie. Na de val van het IJzeren Gordijn is echter de moderne geneeskunde ook daar sterk opgekomen en is de apitherapie min of meer in de vergetelheid geraakt.

## Gebruik in de moderne geneeskunde
Aanhangers van apitherapie geloven dat bijenproducten kunnen worden gebruikt om de meeste ziekten te genezen, iets waar geen wetenschappelijke onderbouwing voor is. In de moderne geneeskunde is het gebruik van bijenproducten beperkt tot bepaalde indicaties, waarbij deze effecten hebben laten zien die even goed zijn of beter dan die van de standaardbehandeling. Zo wordt honing met succes toegepast voor de behandeling van wonden en brandwonden.
Verder heeft propolis als sterk natuurlijk antibioticum een belangrijke rol in de moderne geneeskunde. Propolis heeft een breed therapeutisch spectrum, en heeft ontstekingsremmende, schimmelwerende, antibacteriële, antitumor, anti-allergische en wondgenezende eigenschappen. Er zijn ook indicaties dat het neuroprotectieve eigenschappen heeft.
Ook is ontdekt dat in de honingmagen van bijen verschillende melkzuurbacteriën leven die antibiotica-resistente bacteriën zoals MRSA (Methicilline Resistente Staphylococcus Aureus) kunnen doden.